# 橋本真也
橋本真也（1965年7月3日—2005年7月11日），日本岐阜縣土岐市人，是已故的日本重量級職業摔角選手。身高183公分，體重118公斤，全盛時期為135公斤。1984年4月加入安東尼奧·豬木率領的新日本職業摔角團體，表現優異，後與同期入門的武藤敬司、蝶野正洋組成「鬪魂三銃士」，在職業摔角的新時代中風靡一時。在上擂台時，額頭上都會纏著一條頭巾是其特色。2005年因腦幹出血病逝，享年40歲。
橋本與前妻生有一男一女。

## 經歷

### 早期
橋本的父親在他讀初中的時候離家出走，所以他與母親兩人相依為命，但是母親卻在他16歲讀高中（中京商業高等學校）的時候過世。從學生的時代他就開始練柔道，後來因為崇拜安東尼奧·豬木，於1984年4月進入新日本職業摔角團體。入門後第一天的「對戰」，就是為了使用洗衣機的順序而和蝶野正洋打了一架。。
1984年9月1日橋本在東京東台棒球場的比賽中出道（對手為後藤達俊），之後就到國外修練。在加拿大取了個蒙古人的名字「哈希夫汗」為擂台名，以卡加利市為主要的參賽地點；曾有過因為讓對方受傷以致於耽誤到比賽的事情發生。回到日本後，與武藤敬司及蝶野正洋以「鬪魂三銃士」的組合亮相。在這段時期，他因為常常在場上徹底地打擊對手而另有「破壞王」的別號。另外一方面，喜歡正面迎接對方的拿手招式的個性也很鮮明，與瓦達（Vader）、史考特·諾頓（Scott Norton）、東尼·哈爾姆（Tony Halme）等高大的外國選手也進行了好幾場不錯的比賽。橋本是日本摔角界裡少有的超重量級選手，而當時的選手大都擅長「霸王肘」、「炸彈摔」等招式（從武藤與蝶野身上也可以看出這種傾向），所以像橋本以踢技為主要招式的選手是很特殊的。

### 全盛時期
1993年，與在前一年獲得IWGP重量級王座的Great Muta（武藤敬司）以及連續兩年獲得G1 Climax大賽優勝的蝶野相比，橋本的發展似乎遇到了瓶頸。雖然這一年連續兩次敗給自WAR團體到新日本挑戰的天龍源一郎，但是與天龍之間激烈的比賽過程給予橋本很大的氣勢；而這股氣勢讓他終於在9月20日擊敗了Great Muta，贏得第14代IWGP重量級王座，並且接著讓他在1994年2月17日獲得對天龍三次對戰以來的首勝。在這次比賽中雖然橋本雖然有王座腰帶，但是因為前面兩次都敗給天龍，所以只能從藍色角落，也就是挑戰者的角落上場比賽。緊接著在4月4日以世代鬥爭為主題的比賽中輸給了藤波辰爾而讓出王座，但是隨後在5月1日福岡巨蛋又擊敗藤波將王座奪回。這一年因為傑出的表現被普遍認同而獲得了「職業摔角大賞MVP」。直到1年後的1995年5月3日在福岡巨蛋敗給武藤被奪走王座前，連續防衛9次的優異表現已創下當時IWGP重量級王座的防衛記錄。
1996年1月4日，UWF國際的領導與大將高田延彥擊敗武藤而贏得王座腰帶，但是隨後橋本在4月29日的東京巨蛋，以「垂直落下DDT」接著「三角絞」的招式打敗高田再次奪回IWGP重量級王座。
1997年8月31日，橋本被這一年的G1 Climax優勝者佐佐木健介奪走IWGP重量級王座，自此之後他就再也沒有得過IWGP王座。
新日本時代的橋本雖然取得許多頭銜，但是就是一直沒在G1大賽中取得優勝；每年他都是被列為最有希望奪得優勝的選手，但是總是事與願違。最後終於在1998年奪得G1 Climax大賽的優勝，完成了他自己與眾摔角迷的心願。

### 零壹獨立
就在此時，他與剛出道的小川直也的全面對抗時期來臨。1997年4月兩人的首次對戰結果橋本輸了，但是次月的比賽中他把小川打成失神而取得技術擊倒勝利。1999年1月4日，在東京巨蛋大會上兩個人進行第3次無限制、無限時的決戰，結果橋本打到後來手腳都使不上力，其實已經算敗戰，但是最後卻被判為無效比賽，引起在場觀眾不滿及雙方人員打群架。同年10月橋本再次敗戰。2000年4月7日在東京巨蛋兩人進行第5次對戰，橋本提出「敗者引退」的約定，小川同意，結果最後橋本還是輸掉比賽，因此隨後向新日本提出辭呈以履行諾言。雖然當時橋本的心意已決，但是豬木與藤波社長的不斷地勸說，朝日電視臺還特別製作特輯來號召藝人、選手與觀眾集體要求他復出，還有一位少年折了超過100萬隻紙鶴希望他重返擂台，因此在8月23日橋本決定復出，並於10月9日在東京巨蛋與藤波辰爾進行復出首戰。經過這段事情，橋本就開始打算在新日本內成立一個次級團體「ZERO」以與其他團體對抗，但是受到長州力的反對並且在公司內孤立橋本與其他支持者。11月13日橋本终於還是被新日本解雇，於是隨即成立零壹（ZERO-ONE）團體。2001年3月2日正式的成立大賽中，與理念相同的永田裕志搭檔，對抗諾亞團體的三澤光晴與秋山準。之後並與小川直也和好，兩人合組的「OH砲」搭檔受到極大的歡迎。
2003年橋本率領自己的零壹團體與盟友武藤所領導的全日本爆發了全面抗爭。在2月23日的大將決戰中，橋本打敗了Great Muta（武藤），將全日本的至寶——三冠王座腰帶給帶回了零壹團體。5月2日，橋本與小川搭檔對戰武藤與小島聰的組合，雖然最後取得勝利，但是全日本川田利明突然闖入場地，拿起麥克風當場向橋本宣戰，所以決定在7月舉行橋本與小川對戰武藤與川田的雙打比賽。在此比賽中，因為用手刀抵擋川田的踢擊而導致右肩脫臼，雖然如此還是橋本還是用手臂以關節技緊扣著川田剛傷癒的腿（當時川田才剛因腿傷停賽一年後復出），最後則是擔心川田腿傷的場邊人員丟毛巾棄權而取得勝利。可是橋本也因為脫臼無法繼續打防衛戰而把三冠王座腰帶繳回。
11月，自被新日本解雇後而產生的仇敵長州力在「東京體育」雜誌上對橋本進行抨擊，隨後12月爆發了與長州力等一行人的對抗。2004年2月橋本與長州力進行了激烈衝突的一對一比賽，最後取得壓倒性的勝利。
2004年2月，被當時的三冠王的川田指名為第3次防衛戰的對手，結果橋本因為前一年的肩傷而敗戰（也是場邊人員丟毛巾棄權）。不過自此之後，兩個人在「哈士路」的比賽中反而聯手組成雙打搭檔。
2004年橋本開始參加哈士路的比賽，被小川取名為「哈士路王」，而被「高田總統」（高田延彥）揶揄為「豬肉」。不過於此同時，因為大谷晉二郎積極地與新日本接觸而發生爭執，11月25日橋本宣布零壹團體解散，並由他自己一人承擔所有債務。

### 驟然過世
於此同時，橋本讓一直沒時間治療的右肩做了手術，接著做復建以準備重返回擂臺。但也大約是在這個時期，他因與已故的摔角選手冬木弘道的遺孀冬木薰發生婚外情，而與原配在2005年3月25日離婚，並與冬木薰在6月訂婚。不過，在7月11日上午8點左右，橋本在橫濱市冬木薰的住處突然暈倒，被緊急送到醫院（橫濱市市立大附屬市民醫院綜合醫療中心）後判定為腦幹出血，10點36分宣告不治死亡，享年40歲；而其死因與高中時期去世的母親相同。7月16日包括了其長期盟友武藤、蝶野、小川等人跨越團體的隔閤，聯合為他舉辦了盛大的葬禮，參加者含各團體摔角選手、各界聞人及摔角迷共一萬五千人以上。當年同時入門、出道，同為「鬪魂三銃士」的武藤坐在臺階上沉思，久久沒有動靜；而平常形象很冷酷的蝶野則在眾目睽睽之下淚盈滿眶。出殯時，場邊奏起了橋本的入場曲《爆勝宣言》，同時參加者如同橋本還在擂臺上一般地丟進了數千捲紅紙帶，並不斷地大喊「橋本」。
依日本佛教徒的習慣，取戒名為「天武真優居士」。

## 與豬木的師徒關係
橋本跟豬木之間，是彼此又愛又恨的師徒關係。
初中時代橋本因為看了豬木與威利·威廉斯的比賽而被豬木的魅力所吸引，曾在畢業紀念冊「尊敬的人」一欄裡寫「安东尼奥·猪木」。進入新日本職業摔角後即徹底地吸收了豬木的「鬪魂」哲學；比賽時寬大的長袍上總繡著「鬪魂傳承」四個字，以豬木思想的傳承者自居。總共防衛IWGP王座腰帶達20次，是與90年代新日本職業摔角團體共榮發展的職業摔角大明星。
可是在1997年，原巴塞隆納奧運會柔道銀牌得主小川直也成了豬木的職業格鬥入門弟子，橋本與豬木師徒之間就開始有了嫌隙。小川的出道戰出乎意料之外地以鎖頸技就把橋本制服，而一個月後橋本復仇成功。但是在1999年1月4日的第三次對戰，由於小川無視於職業摔角的規則而於比賽中任意攻擊橋本，橋本無計可施，最後成了無效比賽。賽後橋本面會幕後的黑手豬木，傾吐了一肚子的憤怒，並說「絕對不會容許」小川再這樣下去。結果同年10月，橋本在第4次對戰中仍然慘敗。
收到了來自豬木「擊垮橋本」指令的小川於2000年4月7日第5度與橋本對戰中手臂脫臼，就在最後關頭，橋本要使出決定性絕招的瞬間，他的手臂就像沒事般地恢復正常而奇跡似地戰勝了橋本。因為橋本在這場比賽前下了「敗者引退」的賭注，決定履行承諾而引退的時候，豬木卻說「此時引退還太早」而慰留橋本，顯示兩人之間原本劍拔弩張的氣氛已有好轉。橋本在2001年成立零壹團體時雖被豬木公開地罵了句「笨蛋」，但作為最理解橋本的人，豬木還是在暗中支持著橋本的行動，並促成小川與橋本的和好，最後兩人還變成雙打搭檔。
可是同年6月，為了PRIDE選手馬克·克爾來日本參加「零壹真擊」比賽費用的事情兩人再度決裂而分道揚鑣。在2005年橋本逝世後，豬木特地從美國紐約趕回日本參加告別式。

## 頭銜
新日本職業摔角
- IWGP重量級王座 : 第14代（防衛4次）、第16代（防衛9次）、第19代（防衛7次）
  - 第16代王座連續防衛次數曾創下記錄，後被第31代冠軍永田裕志所破。但總次數20次無人能破十數載，終被第58代冠軍棚橋弘至（日语：棚橋弘至）所破。
  - 第19代王座創下最長持有記錄，將被第65代冠軍岡田和睦（日语：オカダ・カズチカ）所破。
- IWGP雙打王座
  - 第11代（防衛3次）：搭檔是馬沙·齊藤（日语：マサ斎藤）。
  - 第26代（防衛6次）：搭檔為平田淳嗣（日语：平田淳嗣）。
- G1 Climax優勝：1998年
- 超級雙打聯賽（Super Grade Tag League）優勝：1992年（搭檔為長州力）、1996年（搭檔為史考特·諾頓）

全日本職業摔角
- 三冠重量級王座 : 第31代（防衛2次）

國家摔角聯盟（National Wrestling Alliance, NWA）
- NWA世界重量級冠軍：第93代（防衛1次）
- NWA洲際雙打冠軍：
  - 2002年10月26日（防衛1次）：搭檔為小川直也
  - 2003年4月29日（防衛2次）：搭檔為小川直也
  - 2004年6月17日（防衛1次）：搭檔為藤原喜明（日语：藤原喜明）。於同年8月31日被大谷晉二郎及大森隆男（日语：大森隆男）的組合挑戰成功，而這次防衛戰也是橋本生前最後一場比賽。

職業摔角大賞
- 1989年 殊勳賞
- 1993年 敢鬥賞
- 1994年 最優秀選手賞
- 2005年 特別功勞賞

## 拿手招式
各種踢技
從年輕時代就相當擅長強而有力的踢技。伴隨著吆喝聲，十分具有說服力的職業摔角踢擊，會使對手不支倒地。曾受過橋本低踢攻擊的豬木說他的踢擊「相當有威力」；曾被橋本踢得很痛的武藤與蝶野對他的踢擊感到很頭痛。
各種DDT
典型的DDT是面對面將對手的頭部挾在腋下，然後將自己的身體向下或向後倒，以把對手的頭直接叩擊在地板上上的一種招式。橋本非常擅長使招，並有各種變化。
垂直落下式DDT
類似爆頭式摔擊(Brainbuster)的DDT，這兩者很容易被混淆。與爆頭式摔擊一樣是將對手慢慢舉起過頭然後摔到場上，但是在落下的過程中會刻意地加速，與爆頭式摔擊是靠自然重力落下有所不同。由於橋本本身的體重與低重心配合的很好，因此在職業摔角界中是首屈一指的招式。
漁夫式DDT（Fisherman DDT）
用漁夫式固定技（Fisherman Suplex）的方式將對方手腳固定，然後再連接「垂直落下式DDT」的必殺招式。
跳躍式DDT
用DDT的方式扣住對方的頭，然後先跳起再用DDT，有更快的速度與更強的威力。
三角絞
用雙腿夾緊並提高對手的肩膀與頭的招式。橋本使用的方法稍為獨特一些。
水面蹴
像趴在地面上一般的姿勢迴轉身體然後踢擊對方的腿。是在對拳擊手東尼·哈爾姆戰敗後，為了再次挑戰而特別去學的。一般認為這招式是從中國武術的後掃腿中得到靈感，但是未經證實。
燕返
右迴轉的水平手刀劈擊。
袈裟斬手刀
向對手的頸動脈與鎖骨這一帶地方用手刀劈擊的招式。使用頻率與踢擊一樣高，是橋本在比賽中非常重要的招式。
俯衝式腳踏（Diving Foot Step）
從角柱上跳下踩在躺在地上的對手。一般是在雙打賽中使用。
合體割倒（オレごと刈れ）
與小川搭檔時，橋本從後面抓住對手準備做「德國式後翻摔」（German Suplex）或是「岩石落下技」（Back drop）的同時，小川直也上前做STO（Space Tornado Ogawa，小川太空龍捲風，一種類似柔道大外割的變形），將對手與橋本連同一起用STO絆倒，而且橋本就在要倒下的同時將對手摔出去。由於同時受到兩個人連鎖的力量，對手的後頭部與上背部承受的攻擊力道比平常要強得多。這招式名字的由來是因為橋本曾在比賽中抓住對手後向小川高喊，意即「連我一起割（絆）倒！」。
刈龍怒
橋本使出水面蹴的同時小川使用STO，同時發揮了兩人各自擅長的招式。

## 入場曲
爆勝宣言：鈴木修作曲。
闘魂伝承：1997年1月4日東京巨蛋大會對長州力戰退場時使用

## 戲劇演出
| 片名（原文）       | 片名（翻譯）                         | 發行年份                      | 發行公司                                     | 飾演角色                                                               |
| ------------------ | ------------------------------------ | ----------------------------- | -------------------------------------------- | ---------------------------------------------------------------------- |
| 電影               |                                      |                               |                                              |                                                                        |
|                    | 啊！一軒家職業摔角                   | 2004年                        | Soft On Demand                               | 男主角：獅子王耕太                                                     |
|                    | 魁！！天兵高校                       | 2005年                        | Kingrecords                                  | 客串：飾演本人                                                         |
| 力道山             | 力道山                               | 2004年（韓國） 2006年（日本） | SIDUS PICTURES（韓國） SONY PICTURES（日本） | 配角：東浪                                                             |
| 電視劇             |                                      |                               |                                              |                                                                        |
|                    | Be-Bop高中                           | 2004年                        | 東京放送（TBS）                              | 客串：飾演本人                                                         |
| （第7話）          | 你是我的寵物（第7集）                | 2003年                        | 東京放送（TBS）                              | 客串：飾演本人                                                         |
| 第34話「魂の激突」 | 超人力霸王蓋亞（第34集「魂之衝突」） | 1999年                        | 東京放送（TBS）                              | 客串：飾演本人（橋本是超人力霸王的影迷，在本集終於實現客串演出的願望） |
|                    | 刃牙                                 | 2001年                        | 東京電視（TV Tokyo）                         | 配音：阿特米斯·雷根                                                    |

## 外部連結
- Sponichi 橋本真也先生追悼特集（日語）
- (MAD) Hashimoto vs Ogawa in Tokyo Dome （页面存档备份，存于）：置於YouTube上的影片，為2000年4月7日橋本真也與小川直也「敗者引退」的決鬥片段。影片裡可以看到橋本的踢擊、水面蹴、DDT，以及小川不斷使用的STO。
- http://www.youtube.com/watch?v=XYInj9is1c0 （页面存档备份，存于）：置於YouTube上的影片。橋本在抱住對手後，向小川高喊「（連我一起絆倒！）」。